# Radioactive Records
Radioactive Records fue una discográfica estadounidense formada como una colaboración entre el mánager y promotor de talentos Gary Kurfirst (Ramones, Big Audio Dynamite, Deee-Lite y Deborah Harry) y MCA Records.
Entre los artistas y bandas que produjo la disquera se encuentran Live, Black Grape, Jane's Addiction, the Ramones, Big Audio Dynamite, Talking Heads, Eurythmics, Traci Lords y Angelfish (Shirley Manson—Manson se unió a la agrupación Garbage cortesía de Gary Kurfirst). La banda Pray TV de Melbourne, Australia y el grupo británico Cooler Than Jesus también firmaron con la disquera a comienzos de los años noventa.
En 1997, Kurfirst formó la discográfica Radiouniverse en colaboración con Universal Music. La disquera debutó con la producción de álbumes de Radio Iodine y Dig, bandas que inicialmente firmaron con Radioactive. Otras bandas asociadas a la nueva discográfica fueron The Devlins y Tyzle Fly.